# 英法協約
英法協約，又名挚诚协定（法語：Entente cordiale），是指1904年4月8日大英帝国和法兰西第三共和国签订的一系列协定，它标誌着两国停止关于争夺海外殖民地的冲突而开始合作对抗新崛起的德意志帝国的威胁。在协定中，双方就一系列国家和地区的控制权达成了一致，包括埃及、摩洛哥、马达加斯加、中西非洲、暹罗（泰国）等地。
1907年随着《英俄条约》签订，英法协约和法俄同盟共同构成了“三国协约”。
三国协约对三国在第一次世界大战中的政治和军事合作奠定了基础。